# Бабаян Роксана Рубенівна
Роксана Рубенівна Бабаян, у шлюбі Державіна (вірм. Ռոքսանա Ռուբենի Բաբայան; нар.. 30 травня 1946, Ташкент, Узбецька РСР, СРСР) — радянська та російська естрадна співачка й акторка. Народна артистка Російської Федерації (1999). Активна учасниця захисту безпритульних тварин, президент Російської ліги захисту тварин.

## Біографія
Роксана Бабаян народилася 30 травня 1946 року в Ташкенті у родині інженера Рубена Михайловича Мукурдумова і співачки та піаністки Сіди Григорівни Бабаян.
У 1970 році закінчила факультет промислового та цивільного будівництва Ташкентського інституту інженерів залізничного транспорту. Навчаючись в інституті, брала участь в художній самодіяльності, посідаючи призові місця на пісенних конкурсах. У рік закінчення вишу керівник Державного естрадного оркестру Вірменії народний артист СРСР Костянтин Орбелян запросив Роксану до себе в оркестр, в Єреван, де і відбувалося потім її становлення як професійної співачки. З 1973 року (за іншими відомостями — з 1975 року) Роксана Бабаян стає солісткою ВІА «Блакитні гітари».
Поворотним моментом у Роксани Бабаян кар'єрі стала участь у міжнародному фестивалі шлягерів «Дрезден-1976» («Internationales Schlagerfestival Dresden») 16-19 вересня 1976 року в НДР, головному міжнародному конкурсі цієї країни. Попри дуже сильний склад конкурсантів і постійні симпатії німецького журі до своїх виконавцям з НДР (у 9 з 17 фестивалів саме їм віддавали перемогу), Бабаян вдалося виграти (зважаючи на те, що «гран-прі» в ті роки не присуджувався, перемогою вважалося присудження 1-ї премії) завдяки пісні Ігоря Гранова на вірші Онєгіна Гаджикасимова «Дощ», згідно з умовами конкурсу, виконаній частково німецькою мовою (переклад написав Хартмут Шульце-Герлах) і продемонстрованим співачкою видатним вокальним здібностям. Після фестивалю фірма «Амига» випустила диск-гігант, куди увійшла й пісня Роксани Бабаян.
Завдяки цій перемозі Бабаян виступила на головному радянському фестивалі «Пісня року — 1977» з піснею Полада Бюль Бюль огли на вірші Іллі Рєзніка «І знову сонцю здивуюся», і, відповідно хіт-параду «Звукова доріжка» газети «Московський комсомолець» 1977 і 1978 років, за підсумками року увійшла до шістки найпопулярніших співачок СРСР.
У 1983 році Роксана Бабаян закінчила адміністративно-економічний факультет Державного інституту театрального мистецтва імені А. В. Луначарського (ГІТІС).
Новий період популярності прийшов наприкінці 1980-х, коли Бабаян щорічно виходила до фіналів фестивалю «Пісня року» з 1988 по 1996 роки.
Роксана Бабаян — удова народного артиста Російської РФСР Михайла Михайловича Державіна (1936—2018), з яким перебувала у шлюбі з 1980 року. Офіційно носить його прізвище, але виступає під дошлюбним.
Член російської політичної партії «Єдина Росія».
З січня по жовтень 2012 року — член «Народного штабу» (по місту Москві) кандидата на посаду Президента Російської Федерації Володимира Путіна.

## Нагороди
- почесне звання «Заслужена артистка РРФСР» (7 січня 1988 року) — за заслуги в галузі радянського музичного мистецтва[10]
- почесне звання «Народна артистка Російської Федерації» (8 січня 1999 року) — за великі заслуги в галузі мистецтва[11]

## Творчість

### Музична кар'єра
- 1970 — як співачка дебютувала в естрадному оркестрі під керівництвом Костянтина Орбеляна.
- 1973 — запрошена до ВІА «Блакитні гітари».
- 1976 — 1-ша премія (головний приз) «Шлягер-фестивалю» в Дрездені.
- 1977 — вперше виходить до фіналу фестивалю «Пісня року» з піснею «И снова солнцу удивлюсь»
- 1979 — на гала-фестивалях на Кубі.
- 1982—1983 — отримала «Гран-прі».
- 1988 — присвоєно звання «Заслуженої артистки РРФСР».
- 1988 — виходить дуже успішна вінілова платівка «Роксана».
- 1995 — перший компакт-диск, що включає хіти Бабаян початку 1990-х, в тому числі «Чари чаклунські» і «Сумний ангел мій».
- 1997 — виступає в Москві з великою сольною програмою «Незвичайний вечір».
- 1998 — записує альбом «Через любов», продюсером якого стає композитор Володимир Матецький.
- 1999 — присвоєння звання «Народна артистка Російської Федерації»
- 2013 — записує з гуртом Radio Чача пісню «Курс на забвение», знімається в однойменному кліпі.
- 2014 — записує альбом «Формула щастя»

### Фільмографія
- 1990 — Бабій — дружина Михайла Дмитровича
- 1990 — Моя морячка — працівниця прокату музичних інструментів
- 1992 — Новий Одеон — дружина покупця (Олександр Панкратов-Чорний)
- 1994 — Третій не зайвий — ворожка
- 1994 — Наречений з Маямі — екстрасенс
- 1996 — Імпотент — Халіма
- 1998 — Примадонна Мері — співробітниця фірми «Фокус-інтернешнл»
- 2009 — Ханума (фільм-спектакль) — Ханума

### Ролі в театрі
- «Ханума» Авксентій Цагарелі. Режисер: Роберт Манукян — Ханума